# بک‌شیپ پرایم
بک‌شیپ پرایم (به انگلیسی: Blackshape_Prime) یک هواگرد ملخ‌پیشین تک‌موتوره از نوع هواپیمای فوق سبک ساخت شرکت Blackshape srl است. هواگرد بک‌شیپ پرایم نخستین پروازش را در ۲۰۰۷ میلادی انجام داد. این هواگرد در سال ۲۰۰۹ میلادی رسماً معرفی گردید.